# EMove360°
eMove360° ist eine internationale Fachmesse für Elektromobilität und Autonomes Fahren. Unter dem Namen „eMove360° Europe Internationale Fachmesse für die Mobilität 4.0 - elektrisch - vernetzt - autonom“ findet sie seit 2016 einmal im Jahr auf dem Gelände der Messe München statt, 2019 vom 15.–17. Oktober.
2017 waren mehr als 300 Aussteller aus über 25 Ländern – das entspricht einem internationalen Anteil von etwa 44 Prozent – auf der eMove360° Europe 2017 präsent. Insbesondere einige sehr große Ländergemeinschaftsstände, wie unter anderem aus China und Korea, aber auch aus Slowenien, Italien oder den Niederlanden haben dem Veranstalter MunichExpo einen Flächenzuwachs von 20 Prozent gebracht – und darüber hinaus zahlreiche internationale Besucher. Delegationen aus China, Belgien, Katalonien und Israel haben die Messe besucht. Insgesamt kamen rund 32 Prozent der Besucher aus dem Ausland.

## Ausstellungsbereiche
Schwerpunkte der Messe sind:
- Vehicles (electric, connected, autonomous)
- Charging & Energy
- Infotainment & Connectivity
- Automated Driving & Electronics
- Battery & Powertrain
- Mobility Concepts & Services
- Urban & Mobile Design
- Materials & Engineering

## Weitere Plattformen
Neben der Messe betreibt die MunichExpo-Gruppe, bestehend aus der MunichExpo GmbH, der MunichExpo Veranstaltungs GmbH sowie der e-Monday UG, weitere Plattformen rund um das Thema Mobilität 4.0: einen internationalen Kongress, zwei Awards, die eMove360°-App, das Branchenverzeichnis Industry Directory, das Magazin eMove360° mit Online-News-Portal, das e-Monday-Netzwerk sowie Social Media.

## Kongress und Awards
Parallel zur Messe findet die internationale Konferenz World Mobility Summit statt, die 2017 bei seiner dritten Auflage Teilnehmer von allen fünf Kontinenten verzeichnete. Ab dem kommenden Jahr werden die einzelnen Themenbereiche unter eMove360° Conferences zusammengefasst.
Zum 15. Mal wurde zudem der internationale MATERIALICA Design + Technology Award für Materialien, Design und Leichtbaukonzepte vergeben. Als Gewinner in den vier Kategorien Material, Product, Surface & Technology sowie CO2 Efficiency wurden die Unternehmen Outokumpu, Ebm-papst, FRICT.ins sowie Anker Gebr. Schoeller ausgezeichnet. Die Sonderkategorie „Student“ und das Preisgeld von 1.500 Euro haben zwei Studierende der Hochschule für Technik und Wirtschaft Dresden gewonnen.
In seiner ersten Auflage fand der eMove360° Award für Elektromobilität & Autonomes Fahren statt. Ausgezeichnet wurden dabei renommierte Unternehmen wie Daimler, Rolls-Royce, aber auch kleine Unternehmen wie das aus der Universität der Bundeswehr in München hervorgegangene Start-up volabo oder internationale Teilnehmer Virta Ltd. aus Finnland oder Chakratec aus Israel. Die Preisverleihung, die von den prominenten Botschaftern der Neuen Mobilität Tobey Wilson und Nadeshda Brennicke unterstützt wurde, fand am Vorabend der Messe in der Glyptothek München statt.

## Magazin und News
In vier Ausgaben – gedruckt und digital – erscheint das Fachmagazin eMove360°, das technische und Lifestyle-Themen rund um die Neue Mobilität abdeckt. Es ist über den eMove360°-Shop als Einzelausgabe und im Abonnement bestellbar und wird in digitaler Form an etwa 50.000 Empfänger verschickt. Zudem werden regelmäßig aktuelle Nachrichten aus der Branche im News-Portal veröffentlicht.

## e-Monday
Einmal im Monat treffen sich Experten für Elektromobilität und Autonomes Fahren sowie interessierte Privatleute, um sich bei den e-Monday-Netzwerkveranstaltungen durch Fachvorträge zu informieren und sich in lockerer Atmosphäre über das Thema auszutauschen. Einmal im Jahr findet zudem ein deutschsprachiger Tageskongress in München statt.

## Industry Directory
In diesem Branchenverzeichnis sind zahlreiche Hersteller und Lieferanten gelistet, die Produkte und Dienstleistungen rund um die Mobility 4.0 anbieten.

## eMove360°-App
In der App werden alle Bereiche auf einer mobilen Plattform zusammengeführt. Sie ist sowohl für Android- als auch iOS-Geräte in den entsprechenden Download-Portalen beziehbar.